# Kapsperling

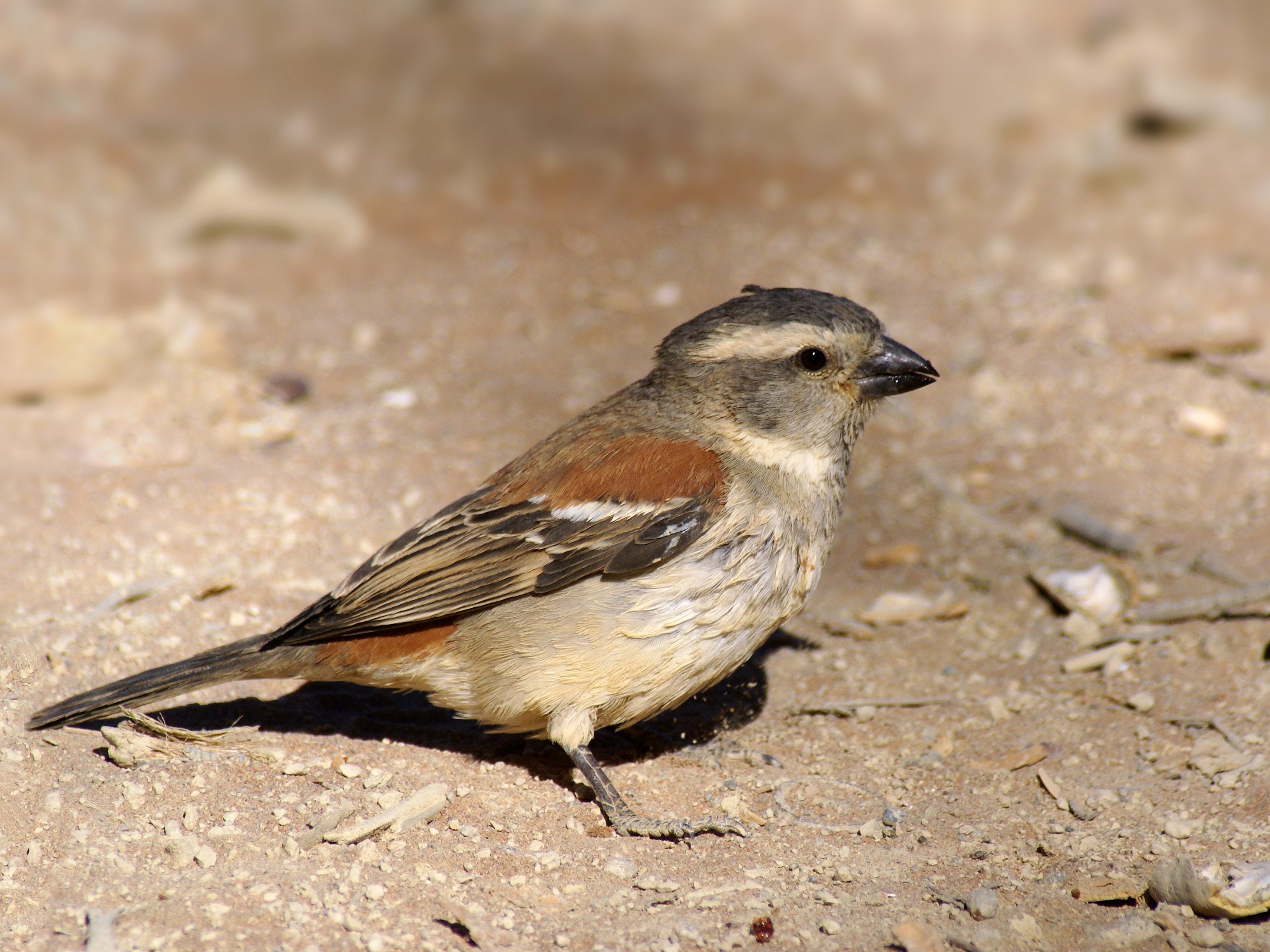
Weibchen des Kapsperlings

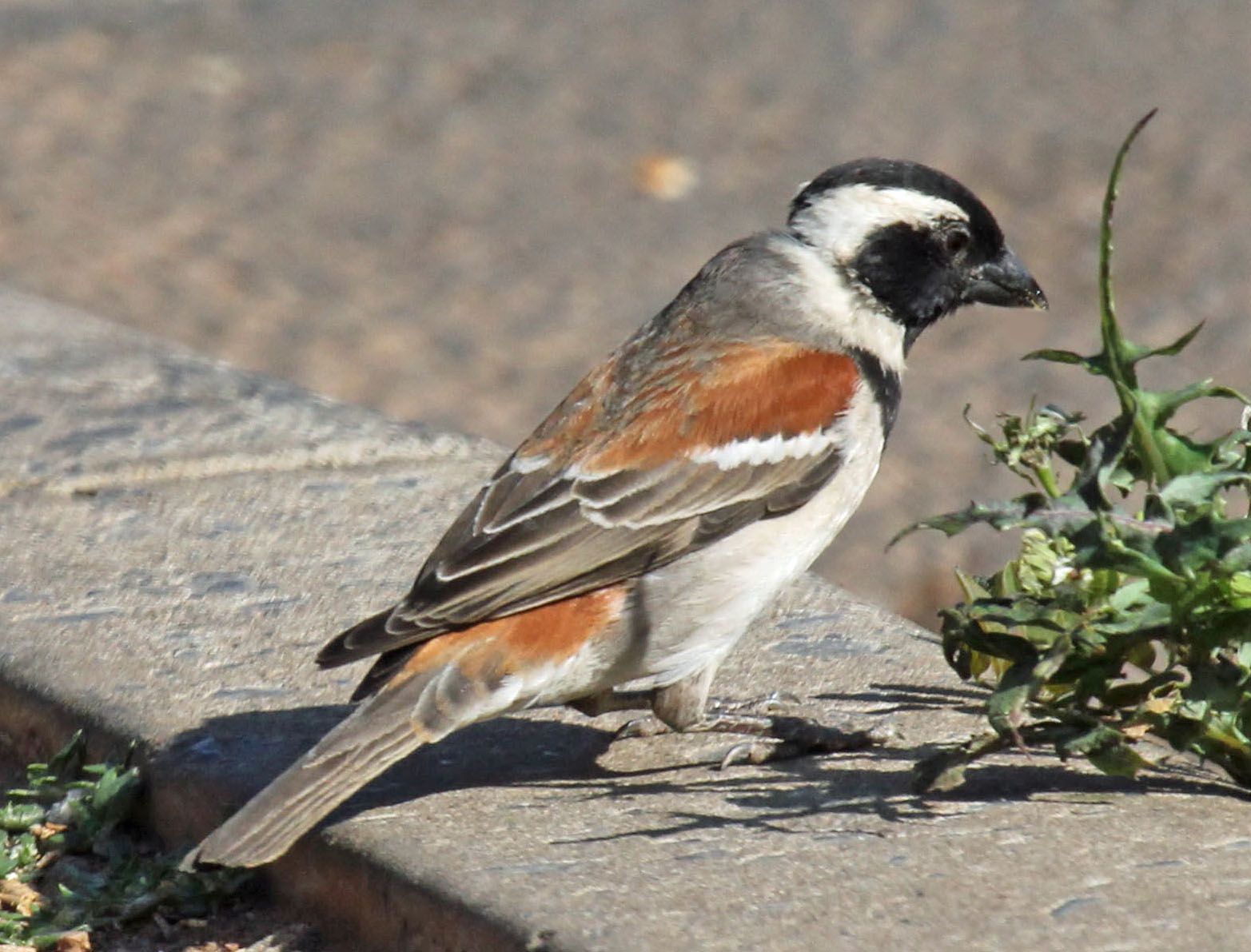
Männchen des Kapsperlings

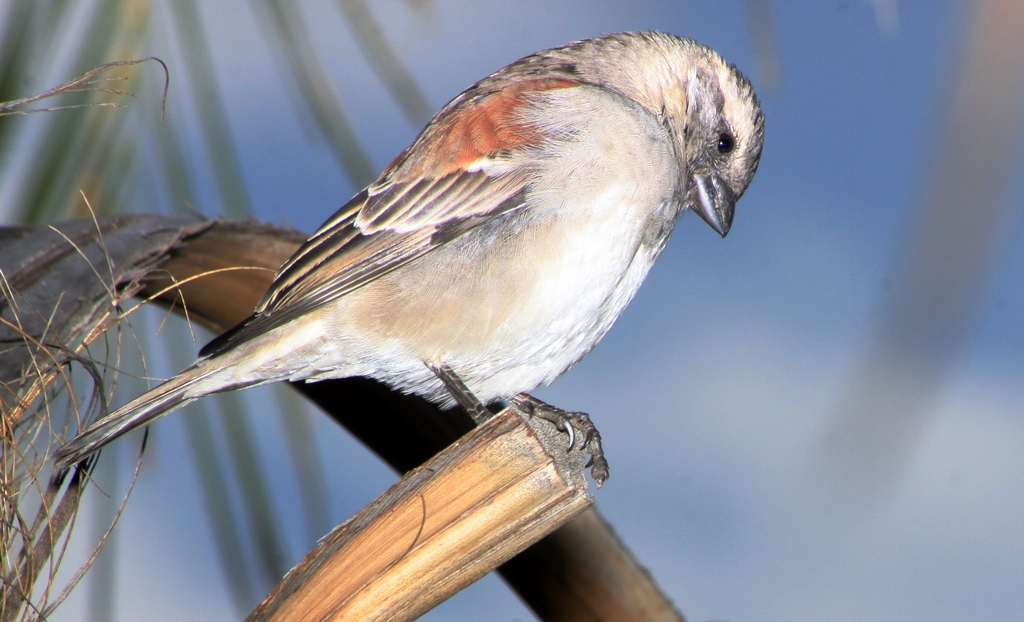
Weibchen des Kapsperlings

Der Kapsperling (Passer melanurus) ist eine Vogelart aus der Familie der Sperlinge. Die Art kommt ausschließlich im südlichen Afrika vor. In Südafrika hat die Art in den letzten Jahrzehnten ihre Ernährungsgewohnheiten geändert und richtet Schäden auf Weinanbauflächen und in Plantagen an. Es werden drei Unterarten unterschieden.
Die IUCN stuft den Kapsperling als nicht gefährdet (least concern) ein.

## Erscheinungsbild
Der Kapsperling erreicht eine Körperlänge von 14 bis 16 Zentimetern. Es besteht ein auffälliger Sexualdimorphismus, die Männchen sind deutlich kontrastreicher gefärbt als die Weibchen. Bei beiden Geschlechtern ist der Schnabel schwarz, die Augen sind dunkelbraun und die Beine schwarz.
Die Männchen der Nominatform Passer melanurus melanurus haben einen schwarzen Oberkopf, der obere Mantel ist braungrau und der untere Mantel kastanienbraun. Die Federn des Mantels enden jeweils mit einer grauen Spitze. Die Oberschwanzdecken sind dunkel graubraun. Die Steuerfedern sind schwarzbraun mit graubraunem Saum und zimtfarbener Spitze. Ein breites weißes Band verläuft vom Ende des Auges halbmondförmig zum Hals. Die Region vom Schnabelansatz bis zum Auge, die Wangen, das Kinn und die Mitte der Kehle sind schwarz, auf der Brust befindet sich ein breiter schwarzer Latz. Die übrige Körperunterseite ist weißlich, an den Körperseiten und den Flanken ist dieses Weiß olivgrau überwaschen.
Die Weibchen haben einen matt graubraunen Kopf, der untere Mantel ist rotbraun, die übrige Körperoberseite ist wie beim Männchen gefärbt. Über dem Auge befindet sich ein bräunlich-weißer Streif. Die Region von der Schnabelbasis bis zum Auge, die Ohrdecken und die oberen Halsseiten sind matt graubraun. Im vorderen Halsbereich verläuft ein bräunlich-weißes Band. Die Körperunterseite ist weißlich, die Körperseiten und die Flanken sind braungrau überwaschen. Jungvögel ähneln den adulten Weibchen, sind aber auf der Körperoberseite etwas mehr bräunlich, das Gesicht, die Kehle und die Brust sind blasser.
In der früheren Provinz Transvaal beginnt die Vollmauser der erwachsenen Kapsperlinge während der Brutzeit und zieht sich über einen Zeitraum von mindestens 150 Tagen. Bei in der Provinz Freistaat beobachteten Vögel verlief die Mauser dagegen wesentlich schneller und war nach zwei Monaten abgeschlossen.

## Verwechslungsmöglichkeiten mit anderen Vogelarten
Der halbmondförmige weiße Fleck am Kopf macht das Männchen des Kapsperlings unverwechselbar. Es bestehen allerdings Verwechslungsmöglichkeiten zwischen den Weibchen von Kapsperling, Haussperling und Damarasperling. Vom Weibchen des Haussperlings unterscheidet sich das Kapsperlingweibchen durch den kastanienbraunen Bürzel, der Überaugenstreif, der für das Kapsperlingweibchen charakteristisch ist, fehlt beim Damarasperling.

## Verbreitungsgebiet

Verbreitungsgebiet des Kapsperlings

Der Kapsperling ist ein Endemit des südlichen Afrikas. Er kommt in Namibia, Botswana, Angola, Simbabwe, Lesotho und der Republik Südafrika vor. Das Verbreitungsgebiet der Kapsperlinge umfasst 1.770.000 Quadratkilometer. Das Verbreitungsgebiet hat sich in den letzten Jahren erweitert, da der Kapsperling als Kulturfolger von der zunehmenden Ausdehnung von Siedlungen und landwirtschaftlichen Anbauflächen profitiert. In den nördlichen Vororten von Johannesburg und Pietermaritzburg hat in den letzten Jahren die Bestandsdichte zugenommen, in den Vororten von Kapstadt dagegen abgenommen. In der Umgebung der südafrikanischen Stadt Bloemfontein beträgt die Bestandsdichte 152 Brutpaare je 100 Hektar.
Der Kapsperling ist ein Standvogel, allerdings kommt es zu einigen kurzen Wanderungen außerhalb der Fortpflanzungszeit. In Freistaat ziehen die im Innenbereich von Städten lebenden Kapsperlinge nach der Fortpflanzungszeit etwa 300 bis 500 Meter weiter. Die Populationen, die in den Vorstädten und Dörfern leben, schließen sich zu großen, teils nomadisch wandernden Trupps zusammen.

## Lebensraum
Die Lebensräume des Kapsperlings sind semi-aride Regionen mit einem jährlichen Niederschlag von weniger als 750 Millimetern. Er bevorzugt offene Grasland-Savannen, die schütter mit Dornbüschen und lichten Baumgruppen bestanden sind. Besonders häufig kommt er entlang von Flussbetten vor. Er besiedelt außerdem landwirtschaftliche Anbauflächen, Farmen, Siedlungen und kommt auch im Innenbereich von Großstädten vor. Mitte der 1950er Jahre begann der Kapsperling auch die Weinanbauflächen im Südwesten der Kapprovinz zu besiedeln. Dort ernährte er sich zunächst von Samen, begann dann aber auch zunehmend Trauben zu fressen und dort erhebliche Schäden anzurichten. Auch in Obstplantagen fallen die Vögel mittlerweile ein und fressen dort Knospen. Sie bevorzugen dabei Birnenknospen. Insbesondere im Süden ihres Verbreitungsgebietes kommen sie häufiger in von Menschen stark überformten Landschaftstypen als in offener Grasland-Savanne vor.

## Lebensweise

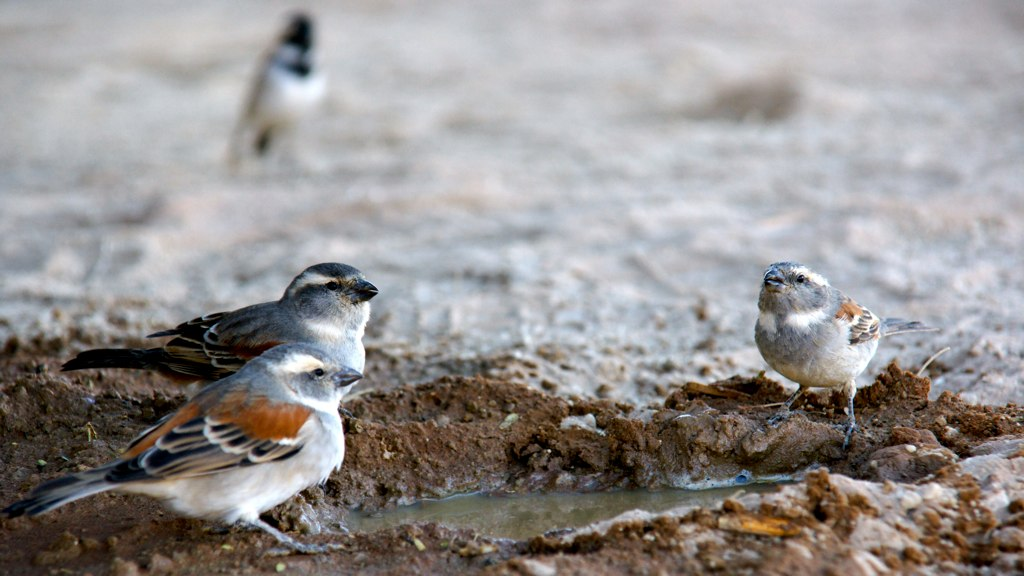
Weibchen an einem Wasserloch in Namibia

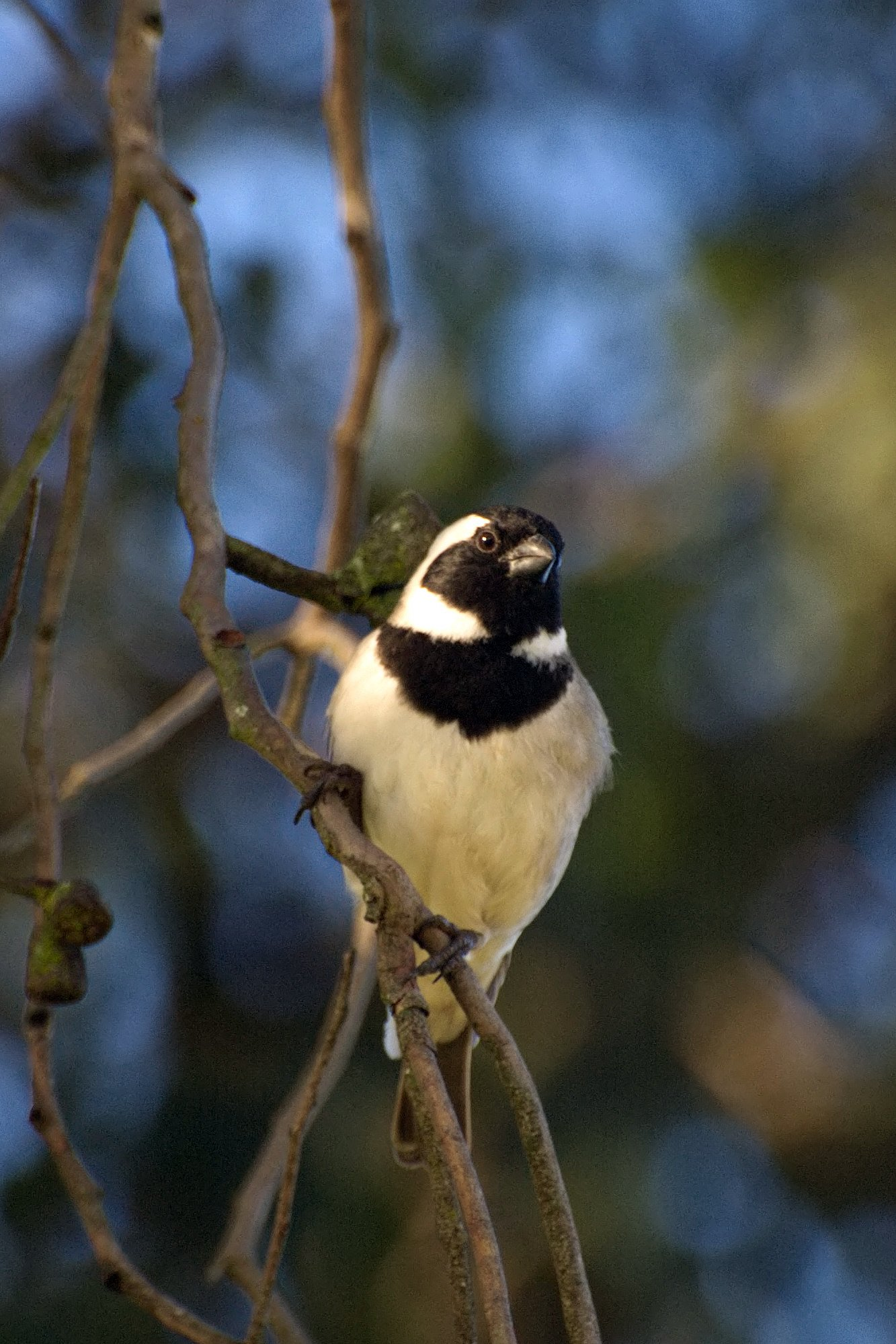
Männchen des Kapsperlings, Frontansicht

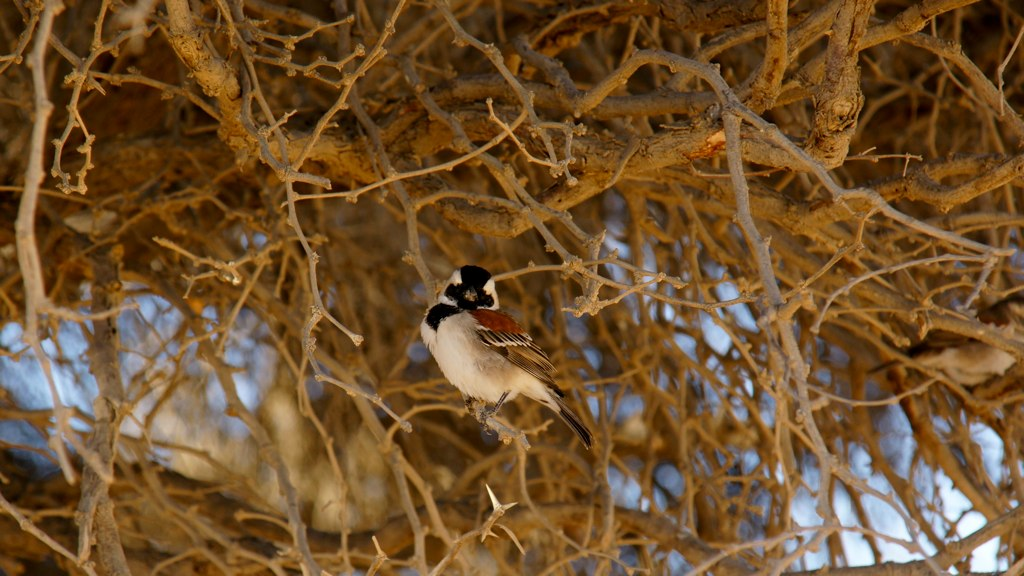
Männchen des Kapsperlings in einem Baum

Der Kapsperling ist eine gesellig lebende Vogelart. Außerhalb der Fortpflanzungszeit leben die Vögel in großen Schwärmen und sind dabei häufig mit Kapwebern und Feuerwebern vergesellschaftet. Insgesamt ist der Kapsperling ein wenig scheuer Vogel, der in sperlingtypischer Weise nach Nahrung sucht. Dabei bewegt er sich fast immer beidbeinig hüpfend fort. Häufig sind in seiner Nähe auch Haus- und Damarasperlinge zu beobachten.
Der Kapsperling versucht sich gelegentlich auch als Luftjäger. Dabei startet er von einer Sitzwarte aus einen kurzen Jagdflug nach vorbeifliegenden Insekten. Dies wirkt zwar mühsam und nicht so elegant wie beispielsweise beim Grauschnäpper, führt aber dennoch nicht selten zum Erfolg. Er ist auf regelmäßiges Trinken angewiesen und daher nie sehr weit von Wasserstellen entfernt anzutreffen.

## Fortpflanzung
Kapsperlinge nisten entweder einzeln oder in lockeren Kolonien bestehend aus 50 bis 100 Brutpaaren. Etwa zehn Prozent der Vögel aus den Populationen sind Einzelbrüter, die übrigen brüten in Kolonien. Dabei befinden sich mitunter bis zu 30 Nester in einem einzelnen Baum. Die Brutkolonien liegen etwa zehn bis zwanzig Kilometer voneinander entfernt. Die Brutpaare sind ausgeprägt territorial und verteidigen die unmittelbare Nestumgebung energisch. Kapsperlinge sind monogam, die Brutpaare bleiben ganzjährig zusammen und haben vermutlich eine Paarbeziehung, die bis zum Tod eines Partnervogels bestehen bleibt. Die Paare finden sich in den Schwärmen, die sich außerhalb der Fortpflanzungszeit bilden. Paare, die brutbereit sind, verlassen den Schwarm und suchen nach geeigneten Niststandorten. Dieses Verhalten ist anfangs nur in den Morgenstunden zu beobachten, wenn sie einen geeigneten Standort gefunden haben, verbringen sie den größten Teil des Tages in der Nähe dieses Standorts. Andere Paare schließen sich ihnen dann an, was zur Bildung einer Brutkolonie führt.

### Balz und Paarung
Die Balz des Kapsperlings gleicht der Balz anderer Passer-Arten: Das balzende Männchen hüpft mit hängenden Flügeln und gesträubtem Rückengefieder um das Weibchen. Zu Beginn der Balzzeit kommt es auch zur Gruppenbalz. Zwei oder mehr Männchen balzen um das Weibchen, tschilpen dabei erregt und picken nach dem Weibchen. Fliegt das Weibchen auf, folgen ihr die Männchen. Sowohl das Weibchen als auch das mit ihm verpaarte Männchen wehren die anderen balzenden Männchen ab, indem sie nach ihnen picken. Gelegentlich ergreifen sich die kämpfenden Vögel auch an den Schnäbeln. Zur Paarung kommt es in der Regel nur innerhalb der Paarbeziehung. Das Weibchen kauert sich nieder und wird dann vom Männchen bestiegen.

### Nest
Das Nest ist ein Kugelnest mit seitlichem Eingang. Es wird nicht besonders sorgfältig gebaut, das außen nicht bearbeitete Nistmaterial hängt meist lose herab. Kapsperlinge verbauen trockene Grashalme, kleine Zweige, Schnüre, Lumpen, Blüten von Kressen und Fasern von Labkräutern. Die eigentliche Nistmulde wird mit Federn, Haaren, Wolle und anderem weichen Material ausgelegt. Das Nest wird gewöhnlich in dornbewehrten Bäumen wie beispielsweise Schirmakazien angelegt. Kapsperlinge nutzen außerdem die Nester von Schwalben und Webervögeln. Sie brüten in Höhlungen in Bäumen und Erdwällen, zwischen Kletterpflanzen sowie geschützten Hohlräumen an oder in der Nähe von Gebäuden, sei es unter losen Dachpfannen oder in Mauerlöchern oder Nischen unter dem Vordach. Einzelnester finden sich gewöhnlich in niedrigen Büschen und auf Telegraphenmasten. Das Nest wird von beiden Elternvögeln gebaut.

### Gelege
In weiten Teilen des Verbreitungsgebietes können Kapsperlinge ganzjährig zur Brut schreiten, allerdings ziehen Kapsperlinge ihren Nachwuchs im früheren Transvaal zu 95 Prozent im Zeitraum August bis März und in der früheren Kap-Provinz zu 90 Prozent im Zeitraum August bis Dezember groß.
Das Gelege besteht gewöhnlich aus drei bis vier Eiern. Zwar wurden schon bis zu zwölf Eier in einem Nest gefunden, dabei handelte es sich aber mit großer Sicherheit um Gelege von mehr als einem Weibchen. Die Eier sind grünlich- oder bläulich-weiß und weisen graubraune und dunkelbraune Flecken und Kritzel auf. In ariden Regionen ziehen Kapsperlinge gewöhnlich zwei Bruten pro Jahr groß. Kapsperlinge, die in stark vom Menschen überformten Regionen brüten, können bis zu sechs Bruten im Jahr großziehen.
Kapsperlinge beginnen mit der Brut mit der ersten Eiablage. Tagsüber sind beide Elternvögel gleichermaßen an der Bebrütung des Geleges beteiligt. Während der Nacht brütet allein das Weibchen, während das Männchen in der Nähe ruht.

### Jungvögel

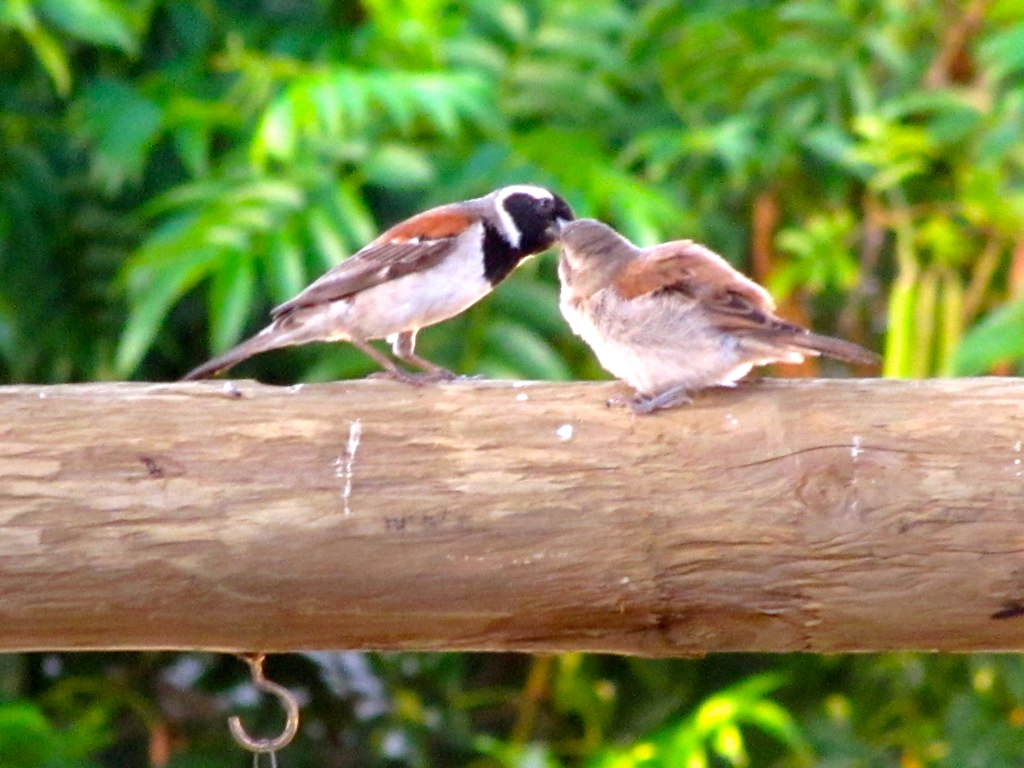
Männchen, das einen Jungvogel füttert

Die Nestlinge schlüpfen über einen Zeitraum von zwei bis drei Tagen. Sie sind zunächst nackt und blind, erst am fünften Lebenstag öffnen sie die Augen und die ersten Federn zeigen sich. Beide Elternvögel hudern und füttern die Jungvögel. Gehudert werden die Nestlinge für jeweils nur etwa 10 bis 15 Minuten. Etwa 10 bis 12 Mal pro Stunde tragen die Elternvögel Futter heran. Dieses finden sie entweder im Nistbaum oder im Umkreis von 500 Metern. Die Nestlinge erhalten fast ausschließlich Insekten als Nahrung.
Jungvögel sind nach durchschnittlich 17 Tagen flügge. Sie halten sich für weitere ein bis zwei Wochen in der Nähe der Elternvögel auf und werden in dieser Zeit noch von den Elternvögeln gefüttert. Sie nutzen gelegentlich noch zwei bis fünf Monate nach dem Ausfliegen dasselbe Ruhenest wie ihre Elternvögel.

### Bruterfolg und Lebenserwartung
Im Südwesten der früheren Kapprovinz schlüpfen aus jedem zweiten Ei Jungvögel, die bis zum Zeitpunkt des Ausfliegens überleben. Im Freistaat beträgt diese Reproduktionsrate dagegen 69 Prozent. Für den Südwesten des früheren Transvaal wird geschätzt, dass in semi-ariden Regionen jedes Paar drei bis fünf Jungvögel pro Fortpflanzungszeit großzieht.
Im Freistaat erreichte ein beringter Vogel ein Lebensalter von 7 Jahren und 10 Monaten. Im früheren Transvaal legt der Goldkuckuck (Chrysococcyx caprius) in 10 bis 20 Prozent der Nester Eier.

## Unterarten
Es werden die folgenden drei Unterarten unterschieden:
- Passer melanurus melanurus (Statius Müller, 1776) – Kommt vom Südwesten Südafrikas ostwärts bis in den Südwesten der Provinz Freistaat vor. Die Nominatform ist oben beschrieben.
- Passer melanurus damarensis Reichenow, 1902 – Kommt in Angola, Namibia, dem Norden der früheren Kapprovinz, in Simbabwe und im Westen und Norden des früheren Transvaal vor. Bei den Männchen ist das Schwarz des Gefieders ausgeprägter. Das Weibchen ist heller als das der Nominatform.
- Passer melanurus vicinus Clancey, 1958 – Kommt in der Mitte und im Süden des früheren Transvaal, in Eswatini, KwaZulu-Natal, Lesotho und dem Osten der früheren Kapprovinz vor. Bei den Männchen sind die schwarzen Gefiederteile glänzender, die Körperunterseite ist heller. Die Weibchen haben eine dunklere Körperoberseite als die der Nominatform.

## Einzelbelege
1. 1 2  BirdLife Factsheet zum Kapsperling, aufgerufen am 31. Juli 2011
2. 1 2 3 4   Fry et al., S. 18
3. 1 2 3   Fry et al., S. 19
4. ↑   Fry et al., S. 17
5. ↑   Fry et al., S. 17–18
6. 1 2 3 4   Fry et al., S. 20